# Splotter Spellen
Splotter Spellen ist ein niederländischer Spieleverlag. Besonders bekannt ist er für seine tiefen, komplexen Strategiespiele und Wirtschaftssimulationen wie Food Chain Magnate, Indonesia oder Antiquity. Auch Spiele wie Roads & Boats und Bus, die als Vorläufer heutiger Worker-Placement-Spiele zählen, gelten als Klassiker und werden auf Gebrauchtmärkten hoch gehandelt.

## Geschichte

### Erste Jahre
Splotter Spellen wurde 1997 von den Mitgliedern einer studentischen Spielegruppe in Leiden gegründet: Herman Haverkort, Tamara Jannink und Joris Wiersinga. Zunächst verständigte man sich aus Kostengründen darauf Spiele möglichst billig zu produzieren, die ersten Exemplare von Tetragons, Webu und D'raf wurden noch einzeln per Hand in einer Auflage von 30 bis 80 Exemplaren produziert und in Videokartons verpackt, da normale Spielekartons zu teuer waren. Auf den Internationalen Spieltagen 1997 wurde zusammen mit zwei weiteren niederländischen Kleinstverlagen ein Stand eröffnet, wo neben den drei erhältlichen Spielen bereits ein erster Prototyp von Roads and Boats zu sehen war. Da aufgrund der Masse an hölzernen Einzelteilen eine Veröffentlichung von Roads and Boats zunächst ausgeschlossen wurde, veröffentlichte man 1998 mit Gossip!, Chameleo Chameleo und einer Neuauflage von Web and D'raf weitere günstige Spiele in Videokartons, ein Jahr später folgte mit Kiek das letzte Spiel dieser Art, das noch von Hand produziert wurde. Auch auf der Spiel 1999 war man mit einem Stand anwesend, wo neben dem Spiel Kiek auch noch jeweils 30 handgefertigte Exemplare von Bus und Roads & Boats präsentiert werden konnten. Sämtliche Exemplare der Spiele waren aber schon verkauft, bevor die Messe angefangen hatte. Man beschloss künftig die Spiele qualitativ hochwertiger in üblichen Spielekartons und in guter Qualität zu veröffentlichen, besonders nachdem man mit dem Spiel Spöl für die Stadt Enschede, die davon 70.000 Stück bestellte, genügend Geld verdient hatte. Im Jahr 2000 ließ man schließlich verhältnismäßig große Auflagen von 500 Exemplaren Roads & Boats und 150 Exemplaren des Spiels Bus produzieren, die ebenfalls auf der folgenden Messe in Essen abverkauft werden konnten.

### Erfolg mit komplexen Spielen
Nachdem 2000 die Gründer von Splotter Spellen nach ihrem Studium einem Beruf nachgingen, wurde der Verlag nebenberuflich weitergeführt. Im Jahr 2001 trat mit Jeroen Doumen ein Spieleautor der ersten Stunde ins Unternehmen als Partner ein. Im gleichen Jahr wurde mit Ur, 1830 BC eine eigene Abwandlung eines Spiels der 18XX-Reihe veröffentlicht, außerdem mit Trains and Planes eine Erweiterung zu Roads and Boats, die 2003 mit der Erweiterung & Cetera erneut veröffentlicht wurde. Zur Spielemesse 2001 wurde zudem Beest vorgestellt, das innerhalb einer Stunde ausverkauft war. 2002 wurde das Spiel Oraklos veröffentlicht, eine Neuauflage von Tetragons.
Spätestens zu der Zeit entschied man sich zukünftig nur noch komplexe Strategiespiele und Wirtschaftssimulationen zu veröffentlichen. Im Jahr 2004 schieden Herman Haverkort und Tamara Jannink aus dem Spieleverlag aus, seitdem wird Splotter Spellen von Jeroen Doumen und Joris Wiersinga geführt. Im gleichen Jahr kam mit Antiquity ein weiterer Klassiker auf den Markt, im Jahr darauf Indonesia, eine Wirtschaftssimulation, bei der die Spieler in den Regionen Indonesiens verschiedene Unternehmen aufbauen und die Städte der Inseln mit ihren Waren beliefern müssen. Beide Spiele bekamen bis heute mehrere Neuauflagen, Antiquity zuletzt zur Spielemesse 2017. Im Jahr 2012 kam The Great Zimbabwe auf den Markt, ein Spiel über den Aufbau von Zivilisationen im antiken Afrika, und 2015 schließlich Food Chain Magnate, eine Wirtschaftssimulation über den Aufbau einer Restaurantkette und das bis heute erfolgreichste Spiel der Niederländer. Food Chain Magnate hat in den zwei Jahren seines Erscheinens sechs Auflagen bekommen, eine siebte wurde für Anfang 2018 angekündigt. Aufgrund der großen Nachfrage veröffentlicht Splotter Spellen regelmäßig Neuauflagen der eigenen Spiele, die allerdings in der Regel jeweils in kurzer Zeit erneut ausverkauft sind. 
Im Jahr 2017 wurde via Twitter ein unkommentiertes Foto eines bislang nicht veröffentlichten Prototypen gepostet. Zur Spielemesse 2017 in Essen wurde zum 20-jährigen Geburtstag von Splotter Spellen eine Neuauflage von Kiek mit Bildern aus 20 Jahren Splotter veröffentlicht.

## Spiele
- 1997: Tetragons
- 1997: Webu
- 1997: D'raf
- 1998: Gossip!
- 1998: Chameleo Chameleo
- 1999: Kiek
- 1999: Spöl
- 1999: Roads & Boats
- 1999: Bus
- 2001: Beest
- 2001: Ur, 1830 BC
- 2002: VOC! (Naar de Oost!)
- 2002: Oraklos (Neuauflage von Tetragons)
- 2002: Cannes: Stars, Scripts and Screens
- 2004: Antiquity
- 2005: Indonesia
- 2008: Duck Dealer
- 2009: Greed Incorporated
- 2012: The Great Zimbabwe
- 2015: Food Chain Magnate
- 2017: Kiek: 20 years of Splotter
- 2019: The Ketchup Mechanism and Other Ideas (Erweiterung zu Food Chain Magnate)
- 2023: Horseless Carriage